# STS-28
STS-28 var en rumfærge-mission for Forsvarsministeriet (DoD), missionens er detaljer er derfor hemmeligholdt. 
Columbia blev opsendt 8. august 1989 og vendte tilbage den 13. august 1989. 

## Besætning
- Brewster H. Shaw (Kommandør)
- Richard N. Richards (Pilot)
- James C. Adamson   (Specialist)
- David C. Leestma  (Specialist)
- Mark N. Brown (Specialist)